# Consulenza tecnica (processo civile)
La consulenza tecnica, nel processo civile, è l'attività esercitata da un esperto, munito di specifiche competenze e conoscenze, nei confronti del giudice (consulente tecnico d'ufficio) o delle parti (consulente tecnico di parte).

## Consulente tecnico d'ufficio
Il consulente tecnico d'ufficio (o CTU) svolge la funzione di ausiliario del giudice lavorando per lo stesso in un rapporto strettamente fiduciario nell'ambito delle rigide e precise competenze definite dal Codice di procedura civile. 
Scopo del CTU è quello di rispondere in maniera puntuale e precisa ai quesiti che il giudice formula nell'udienza di conferimento dell'incarico e di relazionarne i risultati nell'elaborato peritale che prende il nome di Consulenza Tecnica d'Ufficio; può essere chiamato a "chiarimenti" (verbali o per iscritto) dal Tribunale.
Qualunque sia il caso nel quale è richiesto l'intervento del CTU, questi deve assolvere il compito fondamentale di "bene e fedelmente adempiere alle funzioni assegnategli, al solo scopo di far conoscere al giudice la verità" e tutelare il contraddittorio, ovvero consentire alle Parti (e/o rispettivi Procuratori e/o rispettivi Consulenti Tecnici di Parte o CTP) di intervenire alle operazioni peritali e proporre istanze e osservazioni.
Deve rispondere alle domande poste dal "quesito", senza esorbitare, motivando ampiamente dal punto di vista tecnico le risposte che presenta.
Nella relazione, dopo una prima parte di esame tecnico, ove si indicano i dettagli minuti, si formulano usualmente delle risposte "sintetiche" alle domande poste.
In particolare è importante che il CTU faccia sempre riferimento a dati certi e ritualmente prodotti in atti: è precluso (se non dietro espressa autorizzazione del Tribunale) acquisire elementi agli atti non già versati dalle parti a meno che siano atti pubblici, ovvero da tutti consultabili e conoscibili.
Si tratta di un limite analogo a quello previsto per il Tribunale, il quale decide sugli elementi ritualmente utilizzabili.
Il CTU dunque, in qualità di "tecnico ausiliario" del giudice, fondamentalmente deve:
- rispondere ai quesiti effettivamente posti, senza esorbitare. Nel caso sorgano questioni, ad esempio in riferimento all'interpretazione del quesito, farle dirimere direttamente al Tribunale, eventualmente sentite le Parti in Udienza;
- essere assolutamente obiettivo nell'espletamento dell'incarico, differenziando i fatti dalle opinioni: è possibile infatti che il CTU - quando richiesto - esprima valutazioni e considerazioni soggettive;
- adottare il medesimo "metro" con le argomentazioni delle Parti (rigido, oppure flessibile, evitando "due pesi e due misure")
- confrontarsi con i rispettivi consulenti di parte se nominati;
- chiedere eventualmente al giudice come agire qualora si verifichino circostanze non previste al tempo del conferimento dell'incarico (ad es. spese considerevoli da sostenere per l'incarico e per eventuali indagini);
- può richiedere (ed essere autorizzato) a giovarsi di un cosiddetto "ausiliario", fermo che la responsabilità integrale delle conclusioni rassegnate nella relazione finale è solo e solamente del CTU.

Il Consulente Tecnico di Ufficio risponde ai quesiti posti dal Giudice in base alle prove prodotte ritualmente dalle parti nel processo, in base all'eventuale sopralluogo e in base allo studio del caso in questione. La CTU non può essere esplorativa e sul CTU non incombe l'onere della prova.
I Consulenti Tecnici d'Ufficio sono iscritti - dopo una procedura di accertamento dei requisiti morali e dell'esperienza professionale quale ad es. l'iscrizione da un congruo periodo di tempo presso il ruolo dei periti esperti delle Camere di Commercio o a un Ordine o Collegio professionale - all'interno di specifici albi, suddivisi per categorie (ad esempio: architetti, ingegneri, dottori agronomi, dottori forestali, geologi, periti agrari, periti industriali, geometri, interpreti traduttori, biologi, grafologi, psicologi, medici, medici veterinari, esperti in mobili e antiquariato, esperti in musica,  ecc) tenuti dai tribunali.
Il giudice, trattandosi di un ausilio tecnico per il quale è fondamentale il rapporto fiduciario, ha la facoltà di nominare CTU anche esperti non compresi nell'Albo del Tribunale, a patto che ne motivi il ricorso anche sinteticamente (spesso si usa la formula "noto all'Ufficio"). In questo caso il Consulente chiamato dal Giudice non è obbligato ad accettare l'incarico e può rinunciarvi anche in assenza di particolari motivi.
Il Consulente Tecnico d'Ufficio, se nominato dal Giudice tra gli esperti iscritti all'Albo, è obbligato a svolgere il mandato a meno che non ricorrano le particolari motivazioni previste dal CPC per le quali lo stesso ha facoltà di rinunciare all'incarico (ad esempio: parentela con una delle parti in causa, aver già prestato l'opera di CTU in un precedente grado di giudizio nella stessa causa, ecc).
L'accettazione dell'incarico comporta un giuramento di rito nel quale il Consulente
È uso frequente (odierno) che il CTU - sempre su disposizione del Tribunale - esperisca un tentativo di conciliazione tra le Parti e, soprattutto, ai sensi dell'art. 195 cpc deve, preventivamente, inviare la bozza della propria relazione alle parti per riceverne le osservazioni, da commentare sinteticamente nella versione definitiva della relazione di consulenza tecnica d'ufficio che verrà, poi, depositata in cancelleria, nei tempi assegnati dal giudice, comprensiva delle osservazioni delle parti e della sintetica risposta alle stesse.
Questa "innovazione" ha lo scopo di accelerare (almeno teoricamente) il Procedimento, in quanto viene "risparmiata" un'udienza per "esame CTU" (frequente fino a pochi anni fa).
Esiste una normativa precisa che regola gli obblighi (e le responsabilità) del CTU in ordine alle informazioni delle quali è venuto in possesso durante la sua attività (gestione della "privacy" delle Parti).
Il compenso del CTU (nel rito civile), solitamente, è posto a carico solidale delle Parti (ogni parte può essere chiamata a saldare il tutto) e nei procedimenti d'urgenza o cautelari è messa a carico della parte ricorrente; spesso il giudice dispone il versamento di un fondo spese anticipato a favore del CTU.
Esiste una metodologia particolare per la determinazione del compenso spettante, che dipende dalla tipologia di consulenza esperita.
Per alcune, infatti, la Legge prevede tariffe fisse o a percentuale variabili, per scaglioni, da un minimo a un massimo sul valore della controversia; per altre il compenso è calcolato "a vacazione" (la vacazione è di due ore e non se ne può esporre più di quattro al giorno).
Nel determinare gli onorari variabili, il giudice tiene conto della: difficoltà, completezza e pregio della prestazione fornita e, per le prestazioni di eccezionale importanza (valore della controversia >> di 500.000,00 €), complessità (alto numero di quesiti assegnati) difficoltà (ad esempio molte parti costituite in atti) gli onorari possono essere aumentati sino al doppio.
Il CTU, contestualmente al deposito dell'elaborato in Cancelleria, consegna la "richiesta di liquidazione" del proprio onorario e spese.
Il Tribunale, dopo aver valutato la congruità della richiesta, o averla eventualmente ridotta, emette il "decreto di liquidazione" il quale, dopo 30 giorni dalla notifica, diventa titolo esecutivo.
Per interagire con un ufficio giudiziario, col processo telematico, il CTU deve essere iscritto al registro generale degli indirizzi elettronici.

## Consulente tecnico di parte
La consulenza giudiziaria può anche prevedere l'intervento di altri professionisti che svolgono la propria opera non tanto per il giudice quanto per le parti in causa: il loro ruolo è detto consulente di parte (CTP).
Il consulente tecnico di parte non è altro che un libero professionista, di regola operante in un determinato campo tecnico/scientifico, al quale una parte in causa -attuale o potenziale- conferisce un incarico peritale in quanto ritiene l'incaricato esperto in uno specifico settore. 
Non esistono tuttavia particolari preclusioni o indicazioni, nel codice di procedura civile, con riferimento ai CTP: talvolta vengono nominati dipendenti stessi di una Parte.
In sostanza se un soggetto è coinvolto in una causa pendente o intende intraprenderne una (il caso dell'accertamento tecnico preventivo), incarica una persona di propria fiducia (il consulente di parte appunto) affinché questa affianchi il consulente tecnico nominato dal giudice nell'esecuzione del suo incarico e svolga le proprie osservazioni a supporto o critica del risultato al quale il perito del giudice sarà giunto.
L'art. 201 c.p.c. prevede che: 
Il consulente della parte, oltre ad assistere a norma dell'articolo 194 alle operazioni del consulente del giudice, partecipa all'udienza e alla camera di consiglio ogni volta che vi interviene il consulente del giudice, per chiarire e svolgere, con l'autorizzazione del presidente, le sue osservazioni sui risultati delle indagini tecniche.»
In questo modo ciascuna parte in causa, di fronte alla nomina di un ausiliario tecnico da parte del giudice (il CTU infatti aiuta il giudicante nella risoluzione di problemi tecnico/scientifici ai fini della decisione della controversia), può essere difesa in modo appropriato in ragione della specificità delle osservazioni che il CTU, auspicabilmente, porterà all'attenzione dell'organo giudicante.
Il consulente di parte assume un ruolo fondamentale per la risoluzione di questioni che, sempre più spesso, dipendono da valutazioni di carattere tecnico molto precise, operando all'interno di un rapporto professionale completamente disciplinato dal diritto privato.
Il consulente tecnico di parte, infatti, è sempre pagato dalla parte che lo nomina (la quale potrà, al limite e in caso di vittoria in causa, recuperare le spese di causa tra le quali rientrano quelle relative al proprio consulente) e ha diritto di essere compensato in relazione alla propria parcella professionale (se presente), ma anche in base a una eventuale convenzione stipulata con il cliente (la quale dovrà rispettare pur sempre i minimi previsti dalla propria tariffa professionale, potendo derogare invece ai massimi).
Va precisato che, in ogni caso, è sempre il Giudice a decidere (nel caso di contestazione) quale sia il "giusto" compenso del CTP, anche in riforma delle eventuali tariffe professionali.
L'incaricato dalla parte non deve necessariamente essere iscritto a un albo professionale poiché il rapporto tra la parte che lo nomina e il consulente è, più che altro, di natura fiduciaria. 
È tuttavia usuale, nonché logico, che vengano nominati professionisti esperti per tipologia di operazione (es. ingegneri, informatici, medici etc).
La nomina di consulenti di parte è una facoltà, e non un obbligo, delle Parti le quali possono partecipare sempre a ogni esame e operazione peritale in prima persona (se lo desiderano).
Al contrario del consulente tecnico nominato dal giudice, il perito di parte non deve neppure prestare giuramento (come avviene per i CTU in una apposita udienza) e non è tenuto a motivare il rifiuto di un incarico perché tutto ciò rientra nelle sue piene facoltà. 
Usualmente il CTP presenta osservazioni verbali e/o scritte al CTU il quale, tuttavia, può non aderirvi;  quest'ultimo deve comunque darne conto nella relazione depositata in atti.